# اوکسانا کومیسارووا
اوکسانا کومیسارووا (به انگلیسی: Oksana Komissarova) (زادهٔ ۱۵ نوامبر ۱۹۶۴) شناگر اهل شوروی است.